# Hermenegild Carreté Bisbal
Hermenegild Carreté Bisbal (Barcelona, Barcelonès, 1926 - Arnes, Terra Alta, 2014), conegut com a Kildo, tot i que era tècnic electricista de professió, destacà per la seva dedicació a l'excursionisme i la fotografia i per la seva estimació a la muntanya i la natura. De jove participà en l'Agrupació Excursionista Icària de Barcelona i després al Centre Excursionista de Catalunya, al Centre Acadèmic d'Escalada. Des que es va casar amb l'arnerola Teresa Busquets (1928-2001) va estar estretament lligat al poble d'Arnes i a la Terra Alta, i va convertir-se en un gran coneixedor i apassionat dels Ports. Va difondre tots els seus coneixements sobre el territori a través de nombroses conferències, exposicions fotogràfiques i escrits en revistes com la Muntanya o el Butlletí del Centre d'Estudis de la Terra Alta, del que en va ser director durant uns quants anys. Després de jubilar-se, es va acabar establint definitivament a Arnes i es va implicar de ple en l'activitat cultural de la comarca.

## Obra
- CARRETÉ, Kildo. Recull de llocs interessants que es troben al terme municipal d'Arnes i que cal considerar en vistes a la possible divulgació per mitjà de l'Eco-Museu del Port.  Arnes: Centre d'Estudis de la Terra Alta, 1996. Inèdit